# Rosy Mazzacurati
Pour les articles homonymes, voir Mazzacurati.
Rosy Mazzacurati, née en 1936 à Ferrare dans la région de l'Émilie-Romagne, est une actrice italienne.

## Biographie
Fille du peintre et sculpteur italien Renato Marino Mazzacurati, elle emménage à Rome en 1949 pour suivre les cours du Centro sperimentale di cinematografia. Diplômée en 1953, elle y côtoie notamment les acteurs et actrices Monica Vitti, Luisa Rivelli, Nando Cicero et Giulio Paradisi lors de ses études.
En 1952, elle obtient un petit rôle dans Violence charnelle (Art. 519 codice penale) de Leonardo Cortese. Sa carrière se poursuit pendant une dizaine d'années avec douze films supplémentaires, principalement pour des rôles secondaires.
Elle se retire en 1964 et se consacre au théâtre.

## Filmographie

### Au cinéma
- 1952 : Violence charnelle (Art. 519 codice penale) de Leonardo Cortese
- 1953 : Canzoni, canzoni, canzoni de Domenico Paolella
- 1954 : La Pensionnaire (La spiaggia) d'Alberto Lattuada
- 1954 : Rosso e nero de Domenico Paolella
- 1955 : Processo all'amore d'Enzo Liberti
- 1955 : Ore 10: lezione di canto de Marino Girolami
- 1956 : Donne, amore e matrimoni de Roberto Bianchi Montero
- 1957 : Orizzonte infuocato de Roberto Bianchi Montero
- 1958 : Les Jeunes Maris (Giovani mariti) de Mauro Bolognini
- 1959 : R.P.Z. appelle Berlin (Geheimaktion schwarze Kapelle) de Ralph Habib
- 1961 : La Nuit (La notte) de Michelangelo Antonioni[1]
- 1962 : La Nonne de Monza (La monaca di Monza) de Carmine Gallone
- 1964 : Follie d'estate de Carlo Infascelli et Edoardo Anton